# 路博施
路博施（Frederick Charles Roberts；1862年9月9日—1894年6月6日）是一位英国伦敦会医学传教士，献身于东亚的医疗工作。路博施在服务七年后在中国去世。他是天津马大夫医院的第二任院长，和当时唯一的医生，每天治疗大约120-150名病人，并从事乡村饥荒救济工作。他还任教于中国第一所西医学院。1903年建立的沧州教会医院，即以他命名为博施医院（Roberts Memorial Hospital）。

## 早年
1862年9月9日，路博施出生于英国曼彻斯特，父母来自威尔士的名门望族。他是12个孩子中最小的一个，不过有3个兄弟姐妹在他出生前就去世了。路博施的父母都是虔诚的基督徒，因此他从小就开始祷告读经。路博施在申请加入伦敦会时，说自己在10岁时正式成为基督徒。
路博施幼时就读于当地基督教妇女开办的学校。在11至13岁之间，他就读于曼彻斯特文法学校，1876年进入阿伯里斯特威斯大学。 在那里，他收到姐姐路贞（Mary Roberts）的来信，说她打算去中国传教，于是他也萌生想去中国传教的想法。他于1880年进入爱丁堡大学学医，1886年毕业。

## 传教 (1887-1894)
在从医学院毕业后的几个月里，路博施申请加入伦敦会。 获得批准后，他被指派去蒙古，与资深传教士景雅各（James Gilmour）同工。他决定头几个月先驻扎在天津，以便加强中文水平，并适应在中国的医疗传教工作。

### 旅程
1887年9月，路博施乘"格伦希尔"号离开英国。船上有几位资深传教士同行，于是他利用在海上的时间学习圣经和中文。船抵达上海后，他和其他分配到天津的传教士在那里休息了几天，然后路博施一行从上海出发，沿陆路北上，来到天津的伦敦会大院。

### 天津
在天津，路博施与驻扎在那里的一名伦敦会医疗传教士马根济（John Kenneth MacKenzie）住在一起。他们一起在大沽路79号的教会医院工作（后来的马大夫纪念医院）, 他在这里学说中文，向病人和医科学生传教。 他还在马根济创办的医学院任教，这是中国第一所教授西医的医学院。 有时马根济会离开差会下乡行医几个星期，路博施就要负责为中国医科学生教外科学。1888年3月，马根济让路博施去蒙古帮助景雅各。

### 蒙古
路博施只带着一个仆人和一辆车前往蒙古。 景雅各对他的到来寄予厚望，他没有接受过正式的医学培训。路博施和景雅各在伦敦会设在蒙古乡村的朝阳等三个传教站之间旅行，在每一个传教站住上几天。路博施既参与医疗工作，也参与传教工作，每天早上还留出时间学习中文。

### 回到天津
与景雅各同工几周之后，路博施得到消息，马根济医生生病去世。伦敦会要求路博施回到天津，接管教会医院。 虽然他不愿留下景雅各独自一人，但他相信接受这个职位是上帝的旨意。路博施没有耽延，尽量走海路赶回了天津。
马根济去世后，李鸿章撤回了政府对天津医院的支持，导致许多工人离开。这使得路博施没有合格的助手，只能独自完成医院所有的医疗工作。
路博施将基督教纳入到所有病人的护理中，建议他们祈祷或感谢上帝。他经常哀叹，由于病人负担沉重，他不能花更多的时间传福音。为了增强向当地妇女的传教工作，他写信给他的姐姐路贞求助。 她于1888年11月抵达天津。
到1888年底，路博施已经治疗了11，000多名病人，这个数字在1890年增加到18，000。他的名声传遍华北。最初他的大多数病人都很穷，后来富有的病人听说他出色的医术后，也开始来他的医院。有些病人来自几百里之外，慕名而来找路博施医治。医院总是不断被填满。
路博施的所有医疗服务都是免费的，他用伦敦会给他的薪水来支付医院的开支。白内障、霍乱和腹泻是他治疗的最常见疾病。 除了治疗和传道工作外，路博施还收集了关于腹泻的数据，撰写论文。 
1892年，差会任命路博施曾在爱丁堡相识的史密斯医生(George Purves Smith，1888-1906在中国)来协助他。 在天津有了两位医生，让路博施能有时间投入传道。

### 农村工作和饥荒救济
1890年和1893年洪水过后，许多生活在华北农村的中国人失去了家园和食物来源。路博施承认，中国政府拨给受灾人民的救灾资金很少。为了帮助解决这个问题，他和传教士贝赉臣（Thomas Bryson）牧师在洪水过后前往受灾村庄，为人民提供捐助，帮助他们度过寒冷的季节。
1892年史密斯博士到达后，路博施和他的姐姐向南旅行100英里，前往盐山县的村庄，行医传教。人们蜂拥而至找路博施看病，他经常被邀请到人们家里。他在乡下的时候，通常整个白天看病，然后在晚上传道。路博施在盐山治疗了1，500名病人，做了20次手术。1894年，路博施带着姐姐又去了盐山一次。

### 去世
路博施医生和他的前任马根济一样英年早逝。1894年春天，路博施第二次从盐山回来时，史密斯医生正在从流感中恢复过来。路博施把史密斯送离了天津，使他可以在夏天开始前恢复体力。 1894年5月，路博施突然发烧，几天后就去世了，年仅31岁。 据信，由于不得不独自管理医院的负担，他变虚弱了。。路博施的追思礼拜在合众会堂（Union Church）举行，由美国公理会传教士山嘉利牧师用中文主持，循道公会的殷森德牧师则在英国墓地里，用英语主持葬礼。

## 遗产
另一位医学传教士在路博施去世后谈到他时说，"他在七年内做了二十五年的工作。他的性格慢不下来。" 路博施虽然离开了，但在天津城乡的许多信徒继续信奉基督教。 路贞在天津医院继续她弟弟的工作，直到1933年去世。 1903年，伦敦会以他的名字命名在沧州新建的医院（博施医院） 。关于路博施的贡献，见于他同工的回忆录《马根济，在华医学传教士》（John Kenneth Mackenzie, Medical Missionary to China）和《景雅各的故事》（The Story of James Gilmour）。